# كاتسويا اوكادا
كاتسويا اوكادا (باليابانية: 岡田克也 ) (و. 1953  م) هو دبلوماسي، وسياسي ياباني، ولد في يوكايتشي، ميه، هو عضوٌ في الحزب الديمقراطي الياباني، والحزب الليبرالي الديمقراطي الياباني.

## مناصب
تولى منصب عضو مجلس النواب من اليابان (منذ 22 أكتوبر 2017)
- نائب رئيس وزراء اليابان [الإنجليزية]‏ (13 يناير 2012–26 ديسمبر 2012)
- عضو مجلس النواب من اليابان
- وزير الخارجية  [لغات أخرى]‏.

## التعليم
تعلم في جامعة طوكيو.